# Suchy port

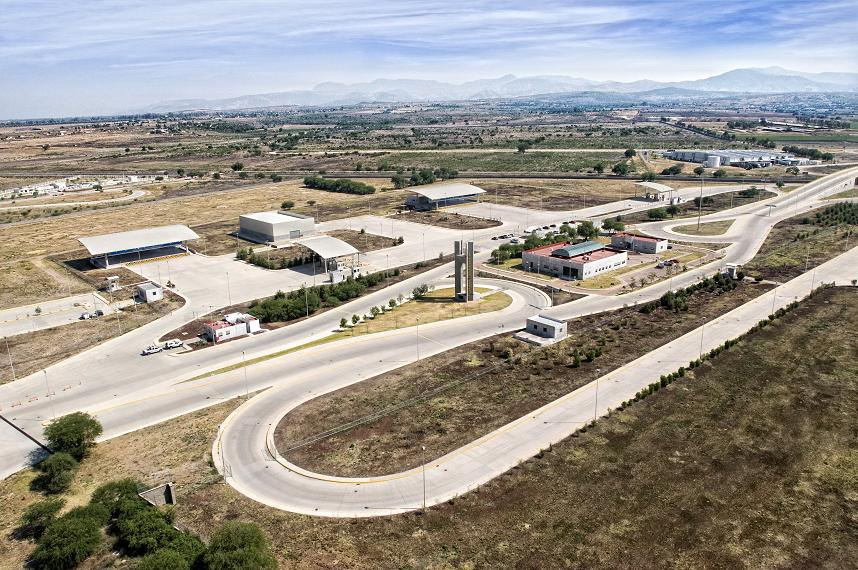
Obiekty odprawy celnej suchego portu Guanajuato Inland Port w Meksyku

Suchy port – obiekt bez dostępu do wody (w odróżnieniu od portu wodnego), połączony bezpośrednio z portem wodnym koleją, ewentualnie drogą. Ulokowany jest w niewielkiej odległości od portu wodnego. Ładunki z suchego portu transportowane są w głąb lądu.
Powodami dla budowy suchych portów są: mniejsza ilość miejsca w porcie morskim, obniżenie kosztów funkcjonowania oraz kierowany do nich i wychodzący stamtąd ruch ciężarowy, który koncentruje się poza terenami miejskimi.